# Blichowo (gromada)
Blichowo – dawna gromada, czyli najmniejsza jednostka podziału terytorialnego Polskiej Rzeczypospolitej Ludowej w latach 1954–1972.
Gromady, z gromadzkimi radami narodowymi (GRN) jako organami władzy najniższego stopnia na wsi, funkcjonowały od reformy reorganizującej administrację wiejską przeprowadzonej jesienią 1954 do momentu ich zniesienia z dniem 1 stycznia 1973, tym samym wypierając organizację gminną w latach 1954–1972.
Gromadę Blichowo z siedzibą GRN w Blichowie utworzono – jako jedną z 8759 gromad na obszarze Polski – w powiecie płockim w woj. warszawskim, na mocy uchwały nr VI/10/13/54 WRN w Warszawie z dnia 5 października 1954. W skład jednostki weszły obszary dotychczasowych gromad Blichowo, Chlebowo, Podleck, Podleck Nowy, Sochocino-Badurki, Sochocino-Czyżewo i Sochocino-Praga ze zniesionej gminy Łubki a także obszary dotychczasowych gromad Golanki i Wiciejewo oraz wieś Gocłowo z dotychczasowej gromady Leksyn ze zniesionej gminy Bodzanów w tymże powiecie. Dla gromady ustalono 23 członków gromadzkiej rady narodowej.
1 stycznia 1959 do gromady Blichowo przyłączono wieś Wołowa z gromady Radzanowo w tymże powiecie.
31 grudnia 1961 do gromady Blichowo włączono obszar zniesionej gromady Łubki w tymże powiecie.
Gromada przetrwała do końca 1972 roku, czyli do kolejnej reformy gminnej.